# بریو وارونه
بریوِ وارونه (به انگلیسی: Inverted breve) یا کمانک (به انگلیسی: arch) علامتی است نیم‌دایره و شبیه هشتک که بر بالا یا پایین حروف قرارمی‌گیرد. این نماد در هیچ یک از الفباهای کربردی جهان استفاده نمی‌شود و تنها کاربرد آواشناسانه دارد.
یکی از کاربردهای آن در الفبای بین‌المللی آوانگاری نشان‌دادن نیم‌واکه‌هاست، در این صورت بریو وارونه در زیر حرف قرار می‌گیرد. جای‌گرفتن بریو وارونه در زیر یوتا (ι̯)، نشان‌دهندهٔ نیم‌واکهٔ ‎ *y در زبان نیاهندواروپایی و قرارگرفتنش در زیر اوپسیلون (υ̯) نمایانگر نیم‌واکهٔ‎ *w در همین زبان است.